# Bulbophyllum chloranthum
Bulbophyllum chloranthum là một loài phong lan thuộc chi Bulbophyllum.